# 冰島國教會
冰島國教會，又稱冰島福音信義會，是冰島的國教會，信仰屬於信義宗，並且是鮑渥共融的成員。冰島國教會現任的主教是Agnes M. Sigurðardóttir，她是首位擔任冰島福音信義會主教的女性。